# Amadu Traoré
Amadu Traoré (em francês: Amadou Traoré) era um nobre senufô do século XIX, ativo no Reino de Quenedugu durante o reinado do fama Babemba (r. 1893–1898).

## Vida
Amadu era filho de Tiebá (r. 1866–1893). Com a morte de seu pai, ele, seus irmãos Fô e Fatotoma fizeram oposição à nomeação de seu tio Babemba como sucessor. Por sua obstinada oposição, foi despojado de todos os seus cativos e teve permissão apenas de ficar com suas esposas e 20 sofás. Em 1896, lutou na expedição mal-sucedida contra os gualas e depois na bem-sucedida contra a vila de Mussodugu, ao norte do país dos turcas. Em 1898, lutou ao lado de Babemba no Cerco de Sicasso conduzido pelos franceses e comandou 2 500 homens com Fô no nordeste da cidade, defrontando a artilharia, a partir de um posto de observação.
Após a queda de Sicasso em 1 de maio, foi com Fô e suas tias Funé e Uassa para junto de Samori Turé do Império de Uassulu. Fô e Amadu se junta a Samori em Coiaradugu, a sudeste de Seguela, onde são recebidos por ele com bois e nozes-se-cola como presentes. Eles relatam a queda de Sicasso e o suicídio de Babemba a Samori. Eles lutam nas sangrentas batalhas de Dué (19-20 de julho), que termina com a vitória de Samori e Zo, que foi um fracasso e obrigou-o a ordenar o cessar-fogo e se retirou; no segundo confronto Fô e Amadu permaneceram no campo de Samori a cerca de 5 quilômetros atrás do campo de batalha.
Cansados da vida errante e incerta, Fô e Amadu informam Samori através de um de seus filhos, Malinquê Mamadi, que aposentar-se-iam; não o fizeram pessoalmente por medo da reação do almami. Partiram em direção ao campo francês do outro lado do rio Diugu e se submetem ao julgo europeu. Seu pedido foi aceito, seus sofás foram desarmados e mortos e suas armas, com exceção de rifles modelo 1886, foram destruídas. Após estadia de 10 dias na base de Beila, o líder de Lartigue ordenou que fossem presos em Tombuctu por 5 anos. Em 1905, foram libertados e retornaram a Sicasso, onde a população os recebeu entusiasticamente.